# Talidomid
Talidomid – organiczny związek chemiczny zbudowany z reszty ftalimidowej i glutarimidowej, stosowany jako lek o działaniu przeciwwymiotnym, przeciwbólowym, usypiającym i hipnotycznym. Talidomid został uzyskany przez chemików z Chemie Grünenthal z Republiki Federalnej Niemiec w 1953 roku.

## Historia
Pierwotnie otrzymywano go jako racemat, to znaczy mieszaninę zawierającą w równych proporcjach oba enancjomery. Wówczas jeszcze nie wiedziano, że jeden z enancjomerów (o konfiguracji absolutnej R) ma działanie lecznicze, a drugi (S) jest silnym teratogenem działającym na DNA płodu oraz wykazującym działanie hamujące angiogenezę (to znaczy hamujące tworzenie nowych naczyń krwionośnych w kończynach oraz rozwój już istniejących).
Talidomid był sprzedawany bez recepty w latach 1957–1961 jako lek usypiający ogólnego stosowania, a w większych dawkach jako lek przeciwbólowy dla kobiet, których ciąża przebiegała z powikłaniami. Preparat został zarejestrowany w ponad 50 krajach, pod różnymi nazwami handlowymi (Talimol, Kevadon, Nibrol, Sedimide, Quietoplex, Contergan, Neurosedyn, Distaval i innymi).

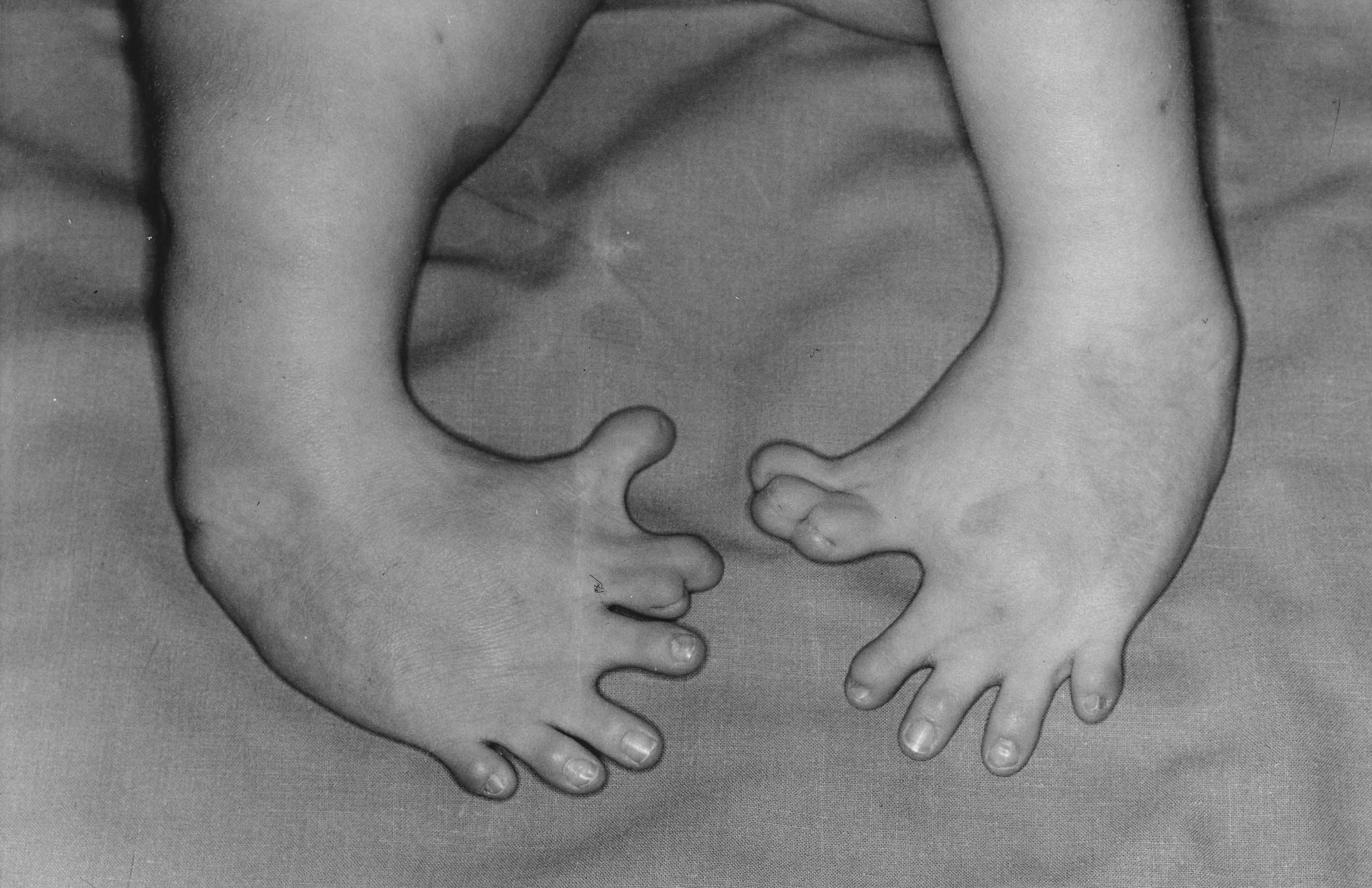
Skutek zażywania talidomidu przez kobiety w ciąży: malformacje kończyn u dziecka.

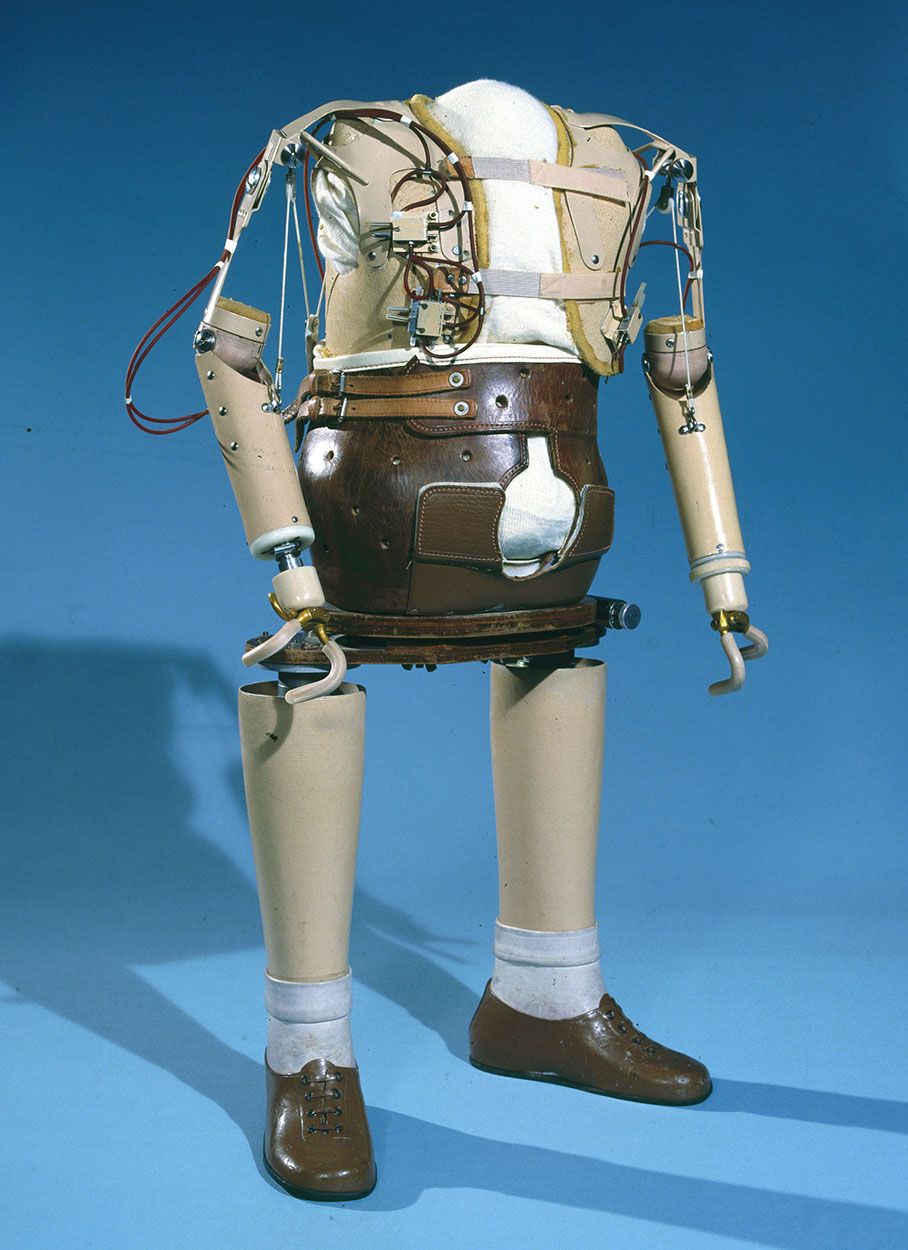
Sztuczne kończyny wyprodukowane w latach 60. dla dzieci poszkodowanych przez talidomid

Pod koniec roku 1960 udowodniono, że talidomid ma silne działanie teratogenne (czyli powoduje uszkodzenia płodu). Było ono szczególnie duże podczas pierwszych 50 dni ciąży. Zanim wykryto ten aspekt jego działania, ofiarami tego specyfiku zostało około 15 tysięcy ludzkich płodów, z czego 12 tysięcy zostało donoszone i urodzone jako dzieci z głębokimi wadami rozwojowymi. Spośród owych 12 tysięcy dzieci około 4 tysięcy zmarło przed ukończeniem pierwszego roku życia. Większość z ocalałych osób żyje do dzisiaj, chociaż prawie wszyscy cierpią z powodu ciężkich deformacji ciała, między innymi braku kończyn (fokomelia lub amelia) i nienaturalnych proporcji ciała.
Po tych odkryciach talidomid usunięto z listy leków, a jego produkcję wstrzymano. Ustalono, który z enancjomerów ma działanie teratogenne, oraz opracowano syntezę asymetryczną prowadzącą do otrzymania tylko enancjomeru o działaniu leczniczym – niemniej jednak w organizmach żywych związek ten ulega stopniowej racemizacji, zatem nawet podanie czystego enancjomeru o działaniu leczniczym nie jest do końca bezpieczne.
Pod koniec lat 90. dowiedziono, że talidomid wykazuje silne działanie immunosupresyjne (zmniejsza więc ryzyko odrzutu przeszczepów), zapobiega niektórym symptomom zaawansowanego AIDS, a także powstrzymuje rozwój niektórych form nowotworów (zwłaszcza raka prostaty). Spowodowało to ponowne wpisanie tej substancji na listę leków (wyłącznie czystego enancjomeru leczniczego), którego podawanie osobom niebędącym w ciąży i nieplanującym w przyszłości potomstwa jest obciążone niewielkim ryzykiem. Sprawa ponownego uruchomienia produkcji preparatu, która nastąpiła w 2001, budzi jednak kontrowersje. Liczne organizacje zrzeszające ofiary talidomidu twierdzą, że nigdy nie można mieć pewności, czy osoby stosujące ten lek nie spłodzą przez przypadek potomstwa w trakcie lub wkrótce po terapii, nawet jeśli tego wcześniej nie planowały. Jednakże takie ryzyko dotyczy wszystkich leków stosowanych w terapii nowotworów.
Mimo tych zastrzeżeń talidomid jest stosowany w leczeniu szpiczaka mnogiego. Z uwagi na to, że również w takim zastosowaniu przejawia sporo działań niepożądanych (np. zmęczenie, polineuropatię, wysypki skórne, zaparcia, zwiększone ryzyko żylnej choroby zakrzepowo-zatorowej), obecnie w fazie badań przedklinicznych znajduje się pochodna talidomidu o znacznie zmniejszonej liczbie działań niekorzystnych o nazwie lenalidomid (Revlimid). Jego stosowanie razem z deksametazonem powoduje remisję częściową u około 90% i całkowitą remisję u 38% chorych na szpiczaka mnogiego. To korzystne działanie wiąże się z mechanizmem działania talidomidu i jego pochodnych, polegającego na stymulacji proliferacji limfocytów T, zwiększaniu produkcji interleukiny 2, interferonu γ oraz zmniejszaniu produkcji TNF-α.
Oprócz leczenia nowotworów talidomid bywa także stosowany w leczeniu trądu, chociaż nie jest to obecnie zalecane przez Światową Organizację Zdrowia. Dowiedziono także jego skuteczności w redukowaniu świądu w świerzbiączce guzkowej.

## Embriopatia talidomidowa

### Historia odkrycia teratogennego działania talidomidu
Talidomid przeszedł rutynowe badania na toksyczność na zwierzętach, chociaż jak wykazały późniejsze procesy sądowe, nie zostały one przeprowadzone wystarczająco starannie (jednak w zasadzie zgodnie z ówcześnie obowiązującymi normami prawnymi w tym zakresie). Co więcej, testy te były powtarzane przez agencje rządowe wielu krajów, w których talidomid był rejestrowany jako lek, i żaden z tych testów nie stwierdził toksyczności talidomidu. W żadnym z krajów, gdzie talidomid był rejestrowany, nie było wówczas jeszcze obowiązku wykonywania testów na teratogenność na ciężarnych samicach zwierząt.
W 1960 firma Chemie Grünenthal zdecydowała się wejść z tym lekiem na rynek amerykański i w związku z tym zgłosiła formalny wniosek do tamtejszej Agencji Żywności i Leków o jego rejestrację. Firma nie spodziewała się żadnych trudności, gdyż lek ten był już wtedy znany od 10 lat i nigdy do tej pory nie zgłaszano skarg na jego działanie.
Rozpatrzenie wniosku Agencja Żywności i Leków powierzyła świeżo zatrudnionej pracownicy Frances Oldham Kelsey. Tak się akurat złożyło, że w ramach swojej pracy dyplomowej na studiach zajmowała się ona badaniem mutagenności wielu związków chemicznych. Wiedziała ona, że wiele mutagennych związków ma też często uboczne działanie na układ nerwowy. W dokumentacji do zgłoszenia talidomidu zainteresował ją raport lekarzy brytyjskich, którzy opisywali nieliczne przypadki ubocznych efektów neurologicznych talidomidu. Na wszelki wypadek zażądała więc od Chemie Grünenthal dokładnych opisów przeprowadzanych dotychczas testów toksyczności i zorientowała się, że firma nigdy nie zbadała działania mutagennego leku.
Mimo że amerykański przedstawiciel handlowy Chemie Grünenthal zaczął naciskać ją w sprawie przyspieszenia procesu rejestracji, Kelsey oparła się tym naciskom i zażądała od firmy wykonania odnośnych testów. W tym samym czasie na całym świecie zaczęły pojawiać się coraz liczniejsze doniesienia opisujące przypadki porodów dzieci o dotychczas bardzo rzadko spotykanych deformacjach ciała. Kelsey zaczęła gromadzić wszystkie te doniesienia i udowodniła, że ich jedyną cechą wspólną jest to, że podczas ciąży matki tych dzieci zażywały talidomid. Lek nie został dopuszczony do obrotu w Stanach Zjednoczonych, a Kelsey stała się amerykańską bohaterką narodową.
W sierpniu 1962 prezydent Stanów Zjednoczonych, John F. Kennedy, przyznał Kelsey President’s Award for Distinguished Federal Civilian Service (prezydencki medal za wybitną służbę cywilną). Cała historia spowodowała, że na całym świecie procedury rejestracji nowych leków zostały drastycznie zaostrzone, aby w przyszłości nigdy nie doszło już do podobnej tragedii.

## Działania niepożądane
Działania niepożądane talidomidu:
Bardzo częste (>10%)senność – ok. 40% przypadków, obrzęki ciała – ok. 60% przypadków, hipotensja (niedociśnienie), przewlekłe bóle głowy, krwiomocz (krew w moczu), artralgia (bóle stawów), mialgia (bóle mięśni), podwyższona bilirubina, neutropenia – ok. 30% przypadków, leukopenia – od 15 do 40% przypadków, limfopenia, zaparcia, neuropatia obwodowa, zawroty głowy, parestezja, dyzestezja.
Częste (1–10%)zatorowość płucna, wymioty, suchość ust, wypryski na podłożu toksycznym, suchość skóry, wysypka, pokrzywka, gorączka, śródmiąższowe choroby płuc, niewydolność serca, depresja, zapalenie płuc.
Niezbyt częste (0,1–1%)płytki oddech, duszności, choroba Minora.
Rzadkie (0,01–0,1%)zwiększony apetyt, bradykardia, tachykardia, arytmia, apatia, zakrzepica żył głębokich.
bardzo rzadkie (<0,01%)małopłytkowość, anemia, niedoczynność tarczycy, spadek libido, dezorientacja, ataki i napady drgawkowe, hipotensja ortostatyczna, choroby zakrzepowo-zatorowe, bronchospazm (skurcz oskrzeli), niedrożność jelit, świąd, rumień wielopostaciowy (zespół Stevensa-Johnsona), toksyczna nekroliza naskórka (zespół Lyella), obrzęk twarzy, światłowstręt, zaburzenia miesiączkowania.